# Восточно-периферийный науатль
Восточно-периферийный науатль (Eastern Peripheral Nahuatl) — группа языков науатль, которая включает в себя язык пипиль, на котором говорят в Сальвадоре, и диалектный континуум науатль, распространённый в горном регионе Сьерра-Норте-де-Пуэбла в штате Пуэбла, на юге штата Веракрус и в штате Табаско (истмусские диалекты):
- Сьерра-пуэбланский науатль
- Теуакан-сонголиканский науатль
- Истмус-науатль
- Пипиль